# Pachliopta atropos
Pachliopta atropos är en fjärilsart som först beskrevs av Otto Staudinger 1888.  Pachliopta atropos ingår i släktet Pachliopta och familjen riddarfjärilar. Inga underarter finns listade i Catalogue of Life.